# 安東尼·波登
安東尼·麥可·波登（1956年6月25日—2018年6月8日），是一位美國廚師、作家及電視節目主持人，生於紐約市。
波登成名作為《廚房機密檔案：烹飪深處的探險》。去世前在有线电视新闻网主持節目《安東尼·波登：秘境探索》，2013年至2016年間，每年均憑此節目獲艾美獎。同節目亦在2014年獲皮博迪獎。

## 生平

### 早年生活

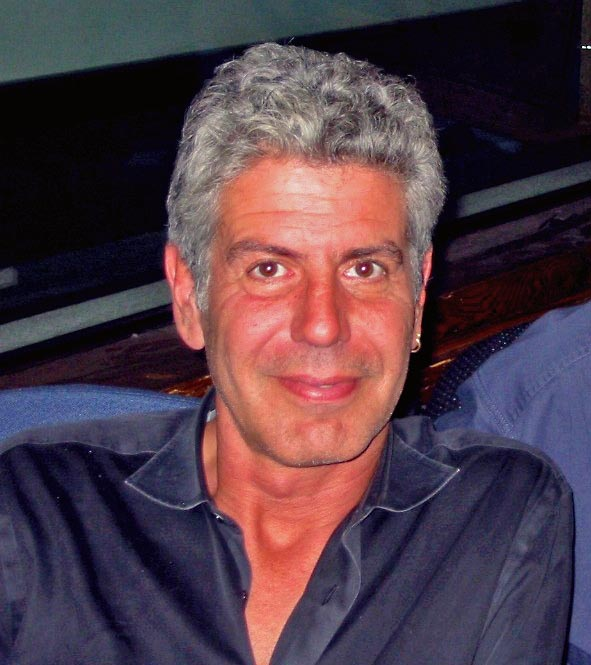
安東尼·波登

全名為安東尼·麥可·波登（Anthony Michael Bourdain），1956年6月25日在紐約市出生，在新澤西州Leonia長大。父親Pierre Bourdain為唱片公司古典音樂部管理層，母親Gladys Bourdain（娘家姓Sacksman）為《紐約時報》眾多編輯之一；兩人除安東尼外，還有一名小兒子Christopher。雖然Pierre是天主教，而Gladys是猶太裔，但他們沒有要求孩子加入教會。
波登說他對食物的熱愛源起於他10歲那年在法國探親時的經驗。他在一位採集生蠔為生的漁夫的船上嘗試了他生平的第一個生蠔，自此愛上美食。
他在文理學院瓦萨学院唸過兩年，後來改念美國廚藝學院（Culinary Institute of America），1978年畢業。畢業後在不同的餐廳中當廚師，最後於1998年成為紐約法式餐館Brasserie Les Halles的主廚。

### 寫作
1999年《紐約客》刊登了波登一篇文章，名為〈讀這篇前不要吃〉（"Don't Eat Before Reading This"），談論紐約餐廳人員私下那些有問題的行為。其後有出版商找波登，建議他把文章改編成一整本書；2000年《廚房機密檔案：烹飪深處的探險》出版。《廚房機密檔案》很快登上《紐約時報》暢銷書排行榜，賣出過100萬本，波登亦因而一夕成名。
之後波登又寫了兩本登上紐約時報暢銷書的非文學作品：《名廚吃四方：尋覓世上最完美的飲食》(2001)，擷取自他的第一個電視節目裡的內容，對食物充滿異國情調的記述和探索世界的啟發；以及《胡亂吃一通》(2006)，另一本收集他對於食物充滿風情的、刻薄的和幽默的軼事和文章。波登其他的主要的作品，包括《把紐約名廚帶回家：波登的傳統法式料理》、《Bone in the Throat》、《Gone bamboo》，一本關於當過廚師的傷寒瑪莉的推論歷史調查《Typhoid Mary: An Urban Historical》；以及《波登 不設限：結合異國美食與瘋狂體驗的世界之旅》。他最新的一本書《安東尼·波登．半生不熟：關於廚藝與人生的真實告白》，算得上是《廚房機密檔案》的續集，在2010年出版。
波登的散文和論述多散見於各處，包括：《紐約客》、《紐約時報》、《時代雜誌》、《洛杉磯時報》、《觀察家報》、《獨立報》、《金融時報》、《Gourmet》、《Maxim》、《Esquire》、《Scotland on Sunday》、《The Face》、《Food Arts》、《Limb by Limb》、《BlackBook》、《Best Life》以及《Town & Country》。在網路上，波登的部落格對〈Top Chef〉節目第三季內容的評述得到了「威比獎」在2008年最佳文化/個人獎項提名。
根據一名評論者的評論，波登的「書寫宛如他的言談，除了他寫了更多辛辣的F字眼，以及可能是在專業廚房裡使用的專業術語。文章以一種意識流的方式，給我們一種作者好像迫不及待地要體驗更多冒險─彷彿他就打算在旅遊頻道裡面這麼過活─而努力地純淨把這些從他腦中流洩的思緒轉換成文章的印象。」

### 電視節目
波登在他近乎辛辣的自傳《廚房機密檔案：烹飪深處的探險》中獲得一片喝采後，「美食節目」邀請他主持一項關於食物和環遊世界的電視節目：〈A Cook's Tour〉，於2002年1月8日首播。到了2005年7月，另一部與〈A Cook's Tour〉相似的全新電視節目〈波登不設限〉於「旅遊頻道」首播。另一方面，由於《廚房機密檔案：烹飪深處的探險》所造就的廣泛歡迎，「福斯廣播公司」在2005年播送的情境喜劇〈廚房機密檔案〉其中的角色「傑克‧波登」便是以安東尼‧波登自傳中放浪形骸的形象為原形。
在2006年7月，波登在貝魯特拍攝最新一集〈波登不設限〉時，剛好以黎衝突爆發。波登和他的拍攝團隊與其它的美國公民在7月20日由美國海軍陸戰隊保護撤離。由於無預警的衝突發生在距離波登他們下榻的飯店只有幾個小時的步程，波登的製作人將這一段編進了在2006年8月21日的〈波登不設限〉一集之中。非同尋常的是，這一集除了原先所設計要去拍攝的內容之外，也包括了他們第一手的與真主黨支持者的遭遇，還有在貝魯特飯店裡與其他美國僑民等待消息的日子，及最後在幫助下撤離的內容。這一集在2007年得到了艾美獎的提名。
除了自身節目以外，波登也是許多烹飪節目的常客，曾以五次以來賓或評審的身份出席〈Top Chef〉電視實境秀，第一次是在2006年11月第二季的〈Thanksgiving〉，之後在2007年六月出現在第三季的第一集〈exotic surf and turf〉，競賽的內容包括擁有鮑魚、短吻鱷、烏骨雞、北美大蛤以及鰻魚。他第三次出現也是在第三季，以一名長期搭乘飛機的專家，來評審每位參賽者所做的飛機餐。當主審Tom Colicchio正忙著他新餐廳的開幕時，波登也在部落格上對第三季的許多集數寫下評論。波登接著以身為來賓的身分出現在第四集的第一集，接著又在第四季的〈Restaurant War〉中，代替主審Tom Colicchio的位置。他同時也是第八季〈Top Chef: All Stars〉的主要評審之一。〈旅遊生活頻道〉在2006年8月28日播出的〈Miami Ink〉實境秀節目中，藝術家Chris Garver在波登的右肩上刺了一個骷髏。波登說這是他第四個刺青，這個刺青是為了要平衡他在馬來西亞拍攝〈波登不設限〉時左肩所刺的啣尾蛇刺青。
波登也曾以來賓身份在2007年8月6日播出的、以安德魯‧席莫主持的〈古怪食物〉紐約市一集中出現（同樣，安德魯‧席莫也以來賓身分在波登的〈波登不設限〉紐約市一集中出現）。在2008年10月20日，波登在〈旅遊生活頻道〉裡主持了一項特別節目〈At the Table with Anthony Bourdain〉。
波登也曾在2008年的電影〈Far Cry〉裡客串演出。2010年，波登以「東尼博士」的角色出現在Nick, Jr.的〈Yo Gabba Gabba!〉之中。其後，他作為HBO的影集〈Treme〉撰寫及顧問。

### 私人生活
波登在1985年第一次結婚，妻子為Nancy Putkoski，兩人於2005年離婚。2007年，波登和Ottavia Busia結婚，兩人育有一女，在同年出生；2016年，兩人離婚。
2017年，波登公開他正在和艾莎·阿基多交往。兩人在《安東尼·波登：秘境探索》羅馬那一集認識。

### 逝世
2018年6月8日，波登在法國凯塞尔斯贝尔拍攝《安東尼·波登：秘境探索》時，在住宿的Le Chambard飯店房間上吊自殺，終年61歲。
波登死前那晚，沒有依習慣出去吃晚飯，令《秘境探索》幕後團隊和與他同遊的名廚兼好友Eric Ripert開始擔心；翌日上午，波登亦沒有到酒店餐廳和Ripert吃早餐，Ripert覺得不尋常，打波登手提電話又沒人聽，進而和酒店職員進入波登的房間，結果發現波登用浴袍的腰帶在浴室上吊。波登被救下時已沒有反應，飯店方協助報警，急救人員抵達後確認波登已經身亡。
波登死後，許多名廚和明星等名人在不同媒介表示哀悼，例如與波登有一餐之緣的美國前總統奧巴馬在推特致哀。而擁有《秘境探索》的CNN則播出哀悼波登的節目，也發聲明，表示仍會播出餘下的《安東尼·波登：秘境探索》。

## 著作
非小說
- 《廚房機密檔案：烹飪深處的探險》（Kitchen Confidential，2000）
- 《名廚吃四方：尋覓世上最完美的飲食》（A Cook's Tour，2001）
- Bourdain, Anthony. . New York: Bloomsbury. 2001. ISBN 1582341338.
- 《把紐約名廚帶回家：波登的傳統法式料理》（Anthony Bourdain's Les Halles Cookbook，2004）
- 《胡亂吃一通：一次品嚐波登的各式文字佳餚》（The Nasty Bits，2006）
- 《波登不設限：結合異國美食與瘋狂體驗的世界之旅》（No Reservations，2007）
- 《安東尼·波登．半生不熟：關於廚藝與人生的真實告白》（Medium Raw，2010）

小說
- Bourdain, Anthony. . New York: Villard Books. 1995. ISBN 0679435522.
- Bourdain, Anthony. . New York: Villard Books. 1997. ISBN 0679448802.
- Bourdain, Anthony. . Edinburgh: Canongate Crime. 2001. ISBN 1841951455.

### 相關及改編作品
波登有三本書均與同名電視節目有關連，分別是：
- 《廚房機密檔案》

同名電視連續劇改編自該書，但角色劇情均是虛構，只播了一季；以波登為藍本的角色積·波登（Jack Bourdain）由布萊德利·古柏飾演
- 《名廚吃四方》

由美食頻道製作的電視節目
- 《波登不設限》

書本根據此節目撰寫
只電視節目的有《波登闖異地》。

## 外部連結
- 旅遊生活頻道網站 （页面存档备份，存于）（台灣）